# 博尔贡木板教堂
博尔贡木板教堂是一座位于挪威莱达尔博尔贡的木板教堂。 它被列为松恩风格的三重中殿木板教堂，也是挪威现存28座木教堂里面保存最完好的木板教堂。如今它不再用于教堂的职能，而成为一个博物馆，由挪威古迹保护协会负责维护。

## 建造
博尔贡木板教堂建造于1180到1250年间，之后有扩建和修复。它的墙壁是由垂直的木板或棍棒组成，故名“木板教堂”。四角的柱子通过基石连接起来，置于石头地基上方。其它的木板从基石竖立起来，每一块板的边上有凹口，因此它们相互连接起来，成为一个坚固的墙。

### 延伸阅读
- Hauglid, Roar; trans. R. I. Christophersen. . Oslo: Dreyers Forlag. 1970.
- Hohler, Erla Bergendahl.  I. Oslo: Scandinavian University Press. 1999. ISBN 978-82-00-12748-2.